# Numba Mwila
Numba Mwila (18 de março de 1972 — Libreville, 27 de abril de 1993) foi um futebolista zambiano que atuava como meio-campista.

## Carreira
Em clubes, Mwila jogou apenas pelo Nkana, onde foi campeão nacional e da Copa da Zâmbia, ambos em 1992. Ele também defendeu a Seleção Zambiana em 4 jogos, marcando um gol na vitória por 3 a 1 sobre a Tanzânia, em janeiro de 1993.

## Morte
Em 27 de abril de 1993, quando viajava para Dacar, no Senegal, Mwila e os demais jogadores da Seleção Zambiana, além da comissão técnica, outros 3 passageiros e os tripulantes do avião De Havilland Canada DHC-5D Buffalo em que viajavam, morreram no desastre aéreo ocorrido no litoral do Gabão, próximo a Libreville. Era o terceiro atleta mais jovem que veio a falecer, aos 21 anos.

## Vida pessoal
Era irmão de Mukuka e Mumamba Mwila, que também seguiram carreira no futebol.

## Títulos
Nkana
- Campeonato Zambiano: 1992
- Copa da Zâmbia: 1992